# Ursula Vidal
Ursula Vidal Santiago de Mendonça (Recife, 26 de janeiro de 1972) é jornalista, cineasta e ativista política brasileira, filiada ao MDB. É atual secretária de Cultura do Estado do Pará, tendo exercido a presidência do Fórum Nacional de Secretários e Dirigentes de Cultura entre 2019 e 2021.

## Biografia
Natural do município de Recife, Pernambuco, Ursula Vidal mudou-se para Belém do Pará aos dois anos. Seus pais, João e Elisabeth, eram militantes da resistência à ditadura militar brasileira. .
Com quinze anos, Ursula passou a trabalhar como locutora da rádio Liberal FM e outras duas rádios locais e, com apenas dezessete anos, teve sua primeira experiência na televisão como apresentadora do Jornal Cultura, da TV Cultura do Pará.
Ainda jovem, iniciou a graduação em jornalismo na Universidade Federal do Pará (UFPA), vindo a concluir o curso no Rio de Janeiro, na Faculdade Hélio Alonso.
Após a realização de cursos com os cineastas Eduardo Coutinho, João Moreira Salles e Walter Lima Jr., em 1999 Ursula dirigiu seu primeiro documentário, intitulado “Marias e Josés de Nazaré”, sobre a maior manifestação religiosa do país, o Círio de Nossa Senhora de Nazaré. A obra foi transmitida em diversos festivais e exibido em emissoras do Brasil e de Portugal. Ainda no mesmo ano, Ursula recebeu o prêmio da Fundação Itaú Cultural com o projeto “A Caravana do Brega”.
No ano de 2000, Ursula Vidal retornou a Belém e, em 2001, assumiu como apresentadora e redatora do Jornal do SBT Pará, onde permaneceu por mais de dez anos, embora não tenha interrompido seus trabalhos como cineasta. Em 2004, Ursula dirigiu o curta-metragem “Aparência Nada +” e, em 2014, dirigiu o filme "Catadores de Sonhos” ao lado de Homero Flávio, que conta a história dos quase dois mil catadores presentes no Lixão do Aurá, o segundo maior lixão a céu aberto do Brasil, em Belém.
Em 2012, Ursula Vidal cursou pós-graduação em Sustentabilidade na Fundação Dom Cabral, em Minas Gerais, e em 2015 foi eleita entre os +Admirados Jornalistas Brasileiros, destacando-se pela quinta posição dos dez mais admirados da Região Norte.

## Atuação política
No ano de 2014, Ursula Vidal recebeu o convite do Partido Popular Socialista (PPS), com apoio do Rede Sustentabilidade (REDE), para disputar a candidatura a Deputada Estadual do Pará, mas, apesar de obter um total de 5.653 votos, não conseguiu ser eleita. Dois anos depois, em 2016, Ursula concorreu à prefeitura de Belém pelo REDE e chegou a receber 79.968 votos, ficando na quarta posição do pleito.
Em 2018, então filiada ao Partido Socialismo e Liberdade (PSOL), Ursula Vidal concorreu ao cargo de Senadora pelo estado do Pará e obteve a soma de 585.344 votos. Não conseguindo eleger-se na disputa pelo Senado, Ursula aceitou o convite do governador eleito Helder Barbalho (MDB) para assumir a Secretaria de Cultura do Estado do Pará (SECULT), decisão que levou à sua desfiliação do partido, uma vez que o PSOL colocou-se como oposição ao governo do MDB. Durante a gestão na secretaria de cultura, foi eleita presidente do Fórum Nacional de Secretários e Dirigentes Estaduais de Cultura para o biênio 2019–2020.
Em 1 de abril de 2022, pediu exoneração do cargo de secretária de Cultura para se candidatar a cargo eletivo. Logo em seguida, ela se filiou no Movimento Democrático Brasileiro, partido do governador Helder Barbalho, e anunciou sua pré-candidatura a deputada federal.

## Desempenho eleitoral
| Ano  | Eleição            | Partido | Candidata a       | Votos   | %      | Resultado  | Ref    |
| ---- | ------------------ | ------- | ----------------- | ------- | ------ | ---------- | ------ |
| 2014 | Estaduais no Pará  | PPS     | Deputada estadual | 5.653   | 0,15%  | Suplente   | [ 17 ] |
| 2016 | Municipal de Belém | REDE    | Prefeita          | 79.968  | 10,29% | Não eleita | [ 18 ] |
| 2018 | Estaduais no Pará  | PSOL    | Senadora          | 585.344 | 8,35%  | Não eleita | [ 19 ] |
| 2022 | Estaduais no Pará  | MDB     | Deputada federal  | 29.655  | 0,65%  | Suplente   | [ 20 ] |